# Selección de fútbol sub-17 de El Salvador
La Selección de fútbol sub-17 de El Salvador es el equipo que representa al país en el Mundial Sub-17 y en el campeonato Sub-17 de la Concacaf; y es controlado por la Federación Salvadoreña de Fútbol.

## Participaciones

### Copa Mundial Sub-17
| Año                         | Fase         | Posición     | PJ           | PG           | PE           | PP           | GF           | GC           |
| --------------------------- | ------------ | ------------ | ------------ | ------------ | ------------ | ------------ | ------------ | ------------ |
| China 1985                  | No clasificó | No clasificó | No clasificó | No clasificó | No clasificó | No clasificó | No clasificó | No clasificó |
| Canadá 1987                 | No clasificó | No clasificó | No clasificó | No clasificó | No clasificó | No clasificó | No clasificó | No clasificó |
| Escocia 1989                | No clasificó | No clasificó | No clasificó | No clasificó | No clasificó | No clasificó | No clasificó | No clasificó |
| Italia 1991                 | No clasificó | No clasificó | No clasificó | No clasificó | No clasificó | No clasificó | No clasificó | No clasificó |
| Japón 1993                  | No participó | No participó | No participó | No participó | No participó | No participó | No participó | No participó |
| Ecuador 1995                | No clasificó | No clasificó | No clasificó | No clasificó | No clasificó | No clasificó | No clasificó | No clasificó |
| Egipto 1997                 | No clasificó | No clasificó | No clasificó | No clasificó | No clasificó | No clasificó | No clasificó | No clasificó |
| Nueva Zelanda 1999          | No clasificó | No clasificó | No clasificó | No clasificó | No clasificó | No clasificó | No clasificó | No clasificó |
| Trinidad y Tobago 2001      | No clasificó | No clasificó | No clasificó | No clasificó | No clasificó | No clasificó | No clasificó | No clasificó |
| Finlandia 2003              | No clasificó | No clasificó | No clasificó | No clasificó | No clasificó | No clasificó | No clasificó | No clasificó |
| Perú 2005                   | No clasificó | No clasificó | No clasificó | No clasificó | No clasificó | No clasificó | No clasificó | No clasificó |
| Corea del Sur 2007          | No clasificó | No clasificó | No clasificó | No clasificó | No clasificó | No clasificó | No clasificó | No clasificó |
| Nigeria 2009                | No clasificó | No clasificó | No clasificó | No clasificó | No clasificó | No clasificó | No clasificó | No clasificó |
| México 2011                 | No clasificó | No clasificó | No clasificó | No clasificó | No clasificó | No clasificó | No clasificó | No clasificó |
| Emiratos Árabes Unidos 2013 | No clasificó | No clasificó | No clasificó | No clasificó | No clasificó | No clasificó | No clasificó | No clasificó |
| Chile 2015                  | No clasificó | No clasificó | No clasificó | No clasificó | No clasificó | No clasificó | No clasificó | No clasificó |
| India 2017                  | No clasificó | No clasificó | No clasificó | No clasificó | No clasificó | No clasificó | No clasificó | No clasificó |
| Brasil 2019                 | No clasificó | No clasificó | No clasificó | No clasificó | No clasificó | No clasificó | No clasificó | No clasificó |
| Indonesia 2023              | No clasificó | No clasificó | No clasificó | No clasificó | No clasificó | No clasificó | No clasificó | No clasificó |
| Qatar 2025                  | Clasificó    | Clasificó    | Clasificó    | Clasificó    | Clasificó    | Clasificó    | Clasificó    | Clasificó    |
| Total                       | 1/20         | 0º           | 0            | 0            | 0            | 0            | 0            | 0            |

### Campeonato Sub-17 de la Concacaf
| Año                            | PJ           | PG           | PE           | PP           | GF           | GC           | DIF.         | PTS          | Ronda             |
| ------------------------------ | ------------ | ------------ | ------------ | ------------ | ------------ | ------------ | ------------ | ------------ | ----------------- |
| Trinidad y Tobago 1983         | 2            | 0            | 0            | 2            | 1            | 8            | –7           | 0            | Primera fase      |
| México 1985                    | 3            | 0            | 1            | 2            | 6            | 9            | –3           | 1            | Primera fase      |
| Honduras 1987                  | 3            | 0            | 1            | 2            | 0            | 3            | –3           | 1            | Primera fase      |
| Trinidad y Tobago 1988         | 4            | 0            | 1            | 3            | 1            | 6            | –5           | 1            | Primera fase      |
| Trinidad y Tobago 1991         | 3            | 1            | 0            | 2            | 2            | 8            | –6           | 3            | Primera fase      |
| Cuba 1992                      | No participó | No participó | No participó | No participó | No participó | No participó | No participó | No participó | No participó      |
| El Salvador 1994               | 3            | 1            | 1            | 1            | 4            | 5            | –1           | 4            | Primera fase      |
| Trinidad y Tobago 1996         | 3            | 1            | 1            | 1            | 6            | 4            | +2           | 4            | Primera fase      |
| El Salvador - Jamaica 1999     | 5            | 2            | 0            | 3            | 9            | 14           | –5           | 6            | Fase de Repechaje |
| Estados Unidos - Honduras 2001 | 3            | 1            | 1            | 1            | 4            | 5            | –1           | 4            | Primera fase      |
| Canadá - Guatemala 2003        | 3            | 0            | 3            | 0            | 4            | 4            | 0            | 3            | Primera fase      |
| Costa Rica - México 2005       | 3            | 0            | 1            | 2            | 3            | 7            | –4           | 1            | Primera fase      |
| Honduras - Jamaica 2007        | 3            | 0            | 1            | 2            | 2            | 6            | –4           | 1            | Primera fase      |
| México 2009                    | No clasificó | No clasificó | No clasificó | No clasificó | No clasificó | No clasificó | No clasificó | No clasificó | No clasificó      |
| Jamaica 2011                   | 3            | 1            | 0            | 2            | 7            | 6            | +1           | 3            | Cuartos de final  |
| Panamá 2013                    | No clasificó | No clasificó | No clasificó | No clasificó | No clasificó | No clasificó | No clasificó | No clasificó | No clasificó      |
| Honduras 2015                  | No clasificó | No clasificó | No clasificó | No clasificó | No clasificó | No clasificó | No clasificó | No clasificó | No clasificó      |
| Panamá 2017                    | 3            | 0            | 0            | 3            | 1            | 10           | –9           | 0            | Primera fase      |
| Estados Unidos 2019            | 5            | 3            | 0            | 2            | 10           | 11           | –1           | 9            | Cuartos de final  |
| Guatemala 2023                 | 5            | 3            | 0            | 2            | 11           | 10           | +1           | 9            | Cuartos de final  |
| Total                          | 54           | 13           | 11           | 30           | 71           | 116          | –45          | 50           | —                 |

### Clasificación de Concacaf para la Copa Mundial Sub-17
| Año   | PJ | PG | PE | PP | GF | GC | DIF. | PTS | Ronda                |
| ----- | -- | -- | -- | -- | -- | -- | ---- | --- | -------------------- |
| 2025  | 3  | 3  | 0  | 0  | 12 | 1  | +12  | 9   | 1° Grupo H Clasificó |
| Total | 3  | 3  | 0  | 0  | 12 | 1  | +11  | 9   | 1 Clasificación      |

## Últimos partidos y próximos encuentros
- Actualizado al último partido jugado el 15 de febrero de 2025.

| Fecha      | Ciudad               | Local              | Resultado | Visitante    | Competición                    |
| ---------- | -------------------- | ------------------ | --------- | ------------ | ------------------------------ |
| 19-12-2024 | San Salvador         | El Salvador        | 0:4       | Nicaragua    | Partido amistoso               |
| 20-12-2024 | San Salvador         | El Salvador        | 0:0       | Nicaragua    | Partido amistoso               |
| 21-01-2025 | Santa Tecla          | El Salvador        | 0:1       | Guatemala    | Partido amistoso               |
| 23-01-2025 | Santa Tecla          | El Salvador        | 3:2       | Guatemala    | Partido amistoso               |
| 29-01-2025 | San Pedro Sula       | Honduras           | 2:1       | El Salvador  | Partido amistoso               |
| 31-01-2025 | San Pedro Sula       | Honduras           | 3:0       | El Salvador  | Partido amistoso               |
| 10-02-2025 | Ciudad de Guatemala  | El Salvador        | 8:0       | Islas Caimán | Clas. Copa Mundial Sub-17 2025 |
| 12-02-2025 | Ciudad de Guatemala  | El Salvador        | 2:0       | Santa Lucía  | Clas. Copa Mundial Sub-17 2025 |
| 15-02-2025 | Ciudad de Guatemala  | El Salvador        | 2:1       | Jamaica      | Clas. Copa Mundial Sub-17 2025 |
| 27-04-2025 | San Agustín Tlaxiaca | C.F. Pachuca (U17) | 2:4       | El Salvador  | Partido Amistoso Híbrido       |
| 29-04-2025 | Ciudad de México     | Club América (U17) | 1:1       | El Salvador  | Partido Amistoso Híbrido       |
| 01-05-2025 | Toluca               | Deportivo Panteras | 0:4       | El Salvador  | Partido Amistoso Híbrido       |
| 04-11-2025 | Rayán                | Corea del Norte    | -:-       | El Salvador  | Copa Mundial Sub-17 de 2025    |
| 07-11-2025 | Rayán                | El Salvador        | -:-       | Colombia     | Copa Mundial Sub-17 de 2025    |
| 10-11-2025 | Rayán                | El Salvador        | -:-       | Alemania     | Copa Mundial Sub-17 de 2025    |

## Última convocatoria
Convocatoria oficial para la Clasificación de Concacaf para la Copa Mundial de Fútbol Sub-17 de 2025.
| #  | Nombre              | Posición       | Edad    | Club                      |
| -- | ------------------- | -------------- | ------- | ------------------------- |
| 1  | Oliver Sigernes     | Portero        | 16 años | Zürich Sub-17             |
| 18 | Peter Cornejo       | Portero        | 16 años | Los Angeles Surf          |
| 21 | Alfredo Esquivel    | Portero        | 17 años | Isidro Metapán Reservas   |
| 2  | José Guatemala      | Defensa        | 17 años | Águila Reservas           |
| 3  | Anderson Castillo   | Defensa        | 17 años | Alianza Sub-20            |
| 4  | Marvin Mejía        | Defensa        | 17 años | Albion                    |
| 13 | Andrew Reyes        | Defensa        | 17 años | Cedar Stars Academy       |
| 17 | Emerson Guardado    | Defensa        | 16 años | Alacranes                 |
| 20 | Adonis Campos       | Defensa        | 17 años | New York City Academy     |
| 5  | Jefferson Perla     | Centrocampista | 15 años | Águila Juvenil            |
| 6  | Ayzk Gómez          | Centrocampista | 15 años | Los Angeles Academy       |
| 8  | Rafael Inojosa      | Centrocampista | 16 años | Houston Dynamo Academy    |
| 10 | Eduardo Galdámez    | Centrocampista | 17 años | Isidro Metapán Reservas   |
| 12 | David León          | Centrocampista | 17 años | Alianza Sub-20            |
| 16 | Esteban Hernández   | Centrocampista | 17 años | Alianza Sub-20            |
| 7  | Kerin Torres        | Delantero      | 17 años | Luis Ángel Firpo Reservas |
| 9  | Luis Tobar          | Delantero      | 17 años | Alianza Sub-20            |
| 11 | Mayson Barillas     | Delantero      | 15 años | D. C. United Academy      |
| 14 | Brandon Ramírez     | Delantero      | 16 años | Turín FESA                |
| 15 | Steven Espinoza     | Delantero      | 17 años | Turín FESA                |
| 19 | Ovidio Hernández    | Delantero      | 16 años | Aruba                     |
| DT | Juan Carlos Serrano |                |         |                           |